# 邓飞 (1913年)
邓飞（1913年—2006年1月15日），原名邓富连，男，江西兴国长冈乡塘石村人，中华人民共和国政治人物，曾任中华人民共和国粮食部副部长，中国人民政治协商会议第五、六届全国委员会委员。

## 生平
中华人民共和国成立后，任南昌市委副书记、南昌市市长、江西省财经委员会副主任。1955年6月任全国供销合作总社计划局局长、副主任。1958年9月任广东省委常委、财贸工作部部长。1959年庐山会议后，受到批判，1960年3月下放广东兴宁县新陂公社任副社长。1961年4月平反，1963年任中南局财经委员会第一副主任。1963年11月任国家粮食部副部长。1979年6月复任国家粮食部副部长。后任商业部顾问、中国粮油学会顾问。